# 区域大学与学业事务中心
区域大学与学业事务中心（法語：Centre régional des œuvres universitaires et scolaires (Crous)）是法国的一个公共行政机构，主要负责社会救助、国际学生接待、学生住房、大学食堂以及学生文化生活。不同大区的大学与学业事务中心同属于法国国家大学与学业事务中心网络。

## 历史
法国的区域大学与学业事务中心建立于1955年。
2016年，全国的大学与学业事务中心共有17万间住房。

## 各大区事务中心
- 艾克斯-马赛
- 亚眠
- 安的列斯-圭亚那
- 贝桑松
- 波尔多
- 卡昂
- 克莱蒙-费朗
- 科西嘉
- 克雷泰伊
- 第戎
- 格勒诺布尔
- 里尔
- 利摩日
- 里昂-圣埃蒂安
- 蒙彼利埃
- 南希-梅斯
- 南特
- 尼斯-土伦
- 奥尔良-图尔
- 巴黎
- 波尔图
- 兰斯
- 雷恩
- 留尼翁
- 鲁昂
- 斯特拉斯堡
- 图卢兹
- 凡尔赛

## 国际合作
事务中心与德国大学生服务中心合作接待由德国前来法国的留学生。

## 外部連結
- （法文） Site officiel du CNOUS（页面存档备份，存于）
- （法文） Carte et lien vers chaque CROUS（页面存档备份，存于）